# Wielersport op de Olympische Zomerspelen 2024 – Sprint mannen
De sprint voor de mannen op de Olympische Zomerspelen 2024 vond plaats op 7, 8 en 9 augustus in de Vélodrome de Saint-Quentin-en-Yvelines. De Nederlander Harrie Lavreysen versloeg in de finale de Australiër Matthew Richardson.

## Kwalificatie
| Rang | Renner                       | Land               | Tijd (sec) | Achterstand |       |
| ---- | ---------------------------- | ------------------ | ---------- | ----------- | ----- |
| 1    | Harrie Lavreysen             | Nederland          | 9.088      |             | Q, WR |
| 2    | Matthew Richardson           | Australië          | 9.091      | +0.003      | Q     |
| 3    | Mikhail Jakovlev             | Israël             | 9.152      | +0.064      | Q     |
| 4    | Leigh Hoffman                | Australië          | 9.242      | +0.154      | Q     |
| 5    | Jack Carlin                  | Groot-Brittannië   | 9.247      | +0.159      | Q     |
| 6    | Jeffrey Hoogland             | Nederland          | 9.293      | +0.205      | Q     |
| 7    | Hamish Turnbull              | Groot-Brittannië   | 9.346      | +0.258      | Q     |
| 8    | Kaiya Ota                    | Japan              | 9.350      | +0.262      | Q     |
| 9    | Nicholas Paul                | Trinidad en Tobago | 9.371      | +0.283      | Q     |
| 10   | Azizulhasni Awang            | Maleisië           | 9.402      | +0.314      | Q     |
| 11   | Mateusz Rudyk                | Polen              | 9.416      | +0.328      | Q     |
| 12   | Cristian Ortega              | Colombia           | 9.426      | +0.338      | Q     |
| 13   | Rayan Helal                  | Frankrijk          | 9.447      | +0.359      | Q     |
| 14   | Sam Dakin                    | Nieuw-Zeeland      | 9.470      | +0.382      | Q     |
| 15   | Luca Spiegel                 | Duitsland          | 9.479      | +0.391      | Q     |
| 16   | Yuta Obara                   | Japan              | 9.483      | +0.395      | Q     |
| 17   | Sébastien Vigier             | Frankrijk          | 9.501      | +0.413      | Q     |
| 18   | Zhou Yu                      | China              | 9.514      | +0.426      | Q     |
| 19   | Vasilijus Lendel             | Litouwen           | 9.581      | +0.493      | Q     |
| 20   | Tyler Rorke                  | Canada             | 9.603      | +0.515      | Q     |
| 21   | Nick Wammes                  | Canada             | 9.612      | +0.524      | Q     |
| 22   | Muhammad Shah Firdaus Sahrom | Maleisië           | 9.635      | +0.547      | Q     |
| 23   | Jaïr Tjon En Fa              | Suriname           | 9.637      | +0.549      | Q     |
| 24   | Maximilian Dörnbach          | Duitsland          | 9.655      | +0.567      | Q     |
| 25   | Kevin Quintero               | Colombia           | 9.669      | +0.581      |       |
| 26   | Kwesi Browne                 | Trinidad en Tobago | 9.773      | +0.685      |       |
| 27   | Jai Angsuthasawit            | Thailand           | 9.898      | +0.810      |       |
| 28   | Liu Qi                       | China              | 9.904      | +0.816      |       |
| 29   | Jean Spies                   | Zuid-Afrika        | 9.962      | +0.874      |       |
| 30   | Andrey Chugay                | Kazachstan         | 10.047     | +0.959      |       |

## 1/32 finale
| Heat | Rang | Renner                       | Land               | Achterstand |   |
| ---- | ---- | ---------------------------- | ------------------ | ----------- | - |
| 1    | 1    | Harrie Lavreysen             | Nederland          | X           | Q |
| 1    | 2    | Maximilian Dörnbach          | Duitsland          | +0.093      | R |
| 2    | 1    | Matthew Richardson           | Australië          | X           | Q |
| 2    | 2    | Jaïr Tjon En Fa              | Suriname           | +0.150      | R |
| 3    | 1    | Mikhail Jakovlev             | Israël             | X           | Q |
| 3    | 2    | Muhammad Shah Firdaus Sahrom | Maleisië           | +0.569      | R |
| 4    | 1    | Leigh Hoffman                | Australië          | X           | Q |
| 4    | 2    | Nick Wammes                  | Canada             | +0.556      | R |
| 5    | 1    | Jack Carlin                  | Groot-Brittannië   | X           | Q |
| 5    | 2    | Tyler Rorke                  | Canada             | +0.190      | R |
| 6    | 1    | Jeffrey Hoogland             | Nederland          | X           | Q |
| 6    | 2    | Vasilijus Lendel             | Litouwen           | +0.122      | R |
| 7    | 1    | Hamish Turnbull              | Groot-Brittannië   | X           | Q |
| 7    | 2    | Zhou Yu                      | China              | +0.071      | R |
| 8    | 1    | Kaiya Ota                    | Japan              | X           | Q |
| 8    | 2    | Sébastien Vigier             | Frankrijk          | +0.047      | R |
| 9    | 1    | Nicholas Paul                | Trinidad en Tobago | X           | Q |
| 9    | 2    | Yuta Obara                   | Japan              | +0.030      | R |
| 10   | 1    | Azizulhasni Awang            | Maleisië           | X           | Q |
| 10   | 2    | Luca Spiegel                 | Duitsland          | +0.075      | R |
| 11   | 1    | Mateusz Rudyk                | Polen              | X           | Q |
| 11   | 2    | Sam Dakin                    | Nieuw-Zeeland      | +0.020      | R |
| 12   | 1    | Cristian Ortega              | Colombia           | X           | Q |
| 12   | 2    | Rayan Helal                  | Frankrijk          | +0.007      | R |

## 1/32 finale herkansingen
| Heat | Rang | Renner                       | Land          | Achterstand |   |
| ---- | ---- | ---------------------------- | ------------- | ----------- | - |
| 1    | 1    | Yuta Obara                   | Japan         | X           | Q |
| 1    | 2    | Maximilian Dörnbach          | Duitsland     | +0.071      |   |
| 1    | 3    | Sébastien Vigier             | Frankrijk     | +0.149      |   |
| 2    | 1    | Jaïr Tjon En Fa              | Suriname      | X           | Q |
| 2    | 2    | Luca Spiegel                 | Duitsland     | +0.020      |   |
| 2    | 3    | Zhou Yu                      | China         | +0.132      |   |
| 3    | 1    | Vasilijus Lendel             | Litouwen      | X           | Q |
| 3    | 2    | Muhammad Shah Firdaus Sahrom | Maleisië      | +0.043      |   |
| 3    | 3    | Sam Dakin                    | Nieuw-Zeeland | +0.794      |   |
| 4    | 1    | Rayan Helal                  | Frankrijk     | X           | Q |
| 4    | 2    | Tyler Rorke                  | Canada        | +0.417      |   |
| 4    | 3    | Nick Wammes                  | Canada        | +1.020      |   |

## 1/16 finale
| Heat | Rang | Renner             | Land               | Achterstand |   |
| ---- | ---- | ------------------ | ------------------ | ----------- | - |
| 1    | 1    | Harrie Lavreysen   | Nederland          | X           | Q |
| 1    | 2    | Rayan Helal        | Frankrijk          | +0.109      | R |
| 2    | 1    | Matthew Richardson | Australië          | X           | Q |
| 2    | 2    | Vasilijus Lendel   | Litouwen           | +0.862      | R |
| 3    | 1    | Mikhail Jakovlev   | Israël             | X           | Q |
| 3    | 2    | Jaïr Tjon En Fa    | Suriname           | +0.157      | R |
| 4    | 1    | Leigh Hoffman      | Australië          | X           | Q |
| 4    | 2    | Yuta Obara         | Japan              | +0.255      | R |
| 5    | 1    | Jack Carlin        | Groot-Brittannië   | X           | Q |
| 5    | 2    | Cristian Ortega    | Colombia           | +0.091      | R |
| 6    | 1    | Jeffrey Hoogland   | Nederland          | X           | Q |
| 6    | 2    | Mateusz Rudyk      | Polen              | +0.284      | R |
| 7    | 1    | Azizulhasni Awang  | Maleisië           | X           | Q |
| 7    | 2    | Hamish Turnbull    | Groot-Brittannië   | +0.034      | R |
| 8    | 1    | Nicholas Paul      | Trinidad en Tobago | X           | Q |
| 8    | 2    | Kaiya Ota          | Japan              | +0.224      | R |

## 1/16 finale herkansingen
| Heat | Rang | Renner           | Land             | Achterstand |   |
| ---- | ---- | ---------------- | ---------------- | ----------- | - |
| 1    | 1    | Kaiya Ota        | Japan            | X           | Q |
| 1    | 2    | Rayan Helal      | Frankrijk        | +0.048      |   |
| 2    | 1    | Hamish Turnbull  | Groot-Brittannië | X           | Q |
| 2    | 2    | Vasilijus Lendel | Litouwen         | +0.044      |   |
| 3    | 1    | Mateusz Rudyk    | Polen            | X           | Q |
| 3    | 2    | Jaïr Tjon En Fa  | Suriname         | +0.054      |   |
| 4    | 1    | Yuta Obara       | Japan            | X           | Q |
| 4    | 2    | Cristian Ortega  | Colombia         | +0.010      |   |

## 1/8 finale
| Heat | Rang | Renner             | Land               | Achterstand |   |
| ---- | ---- | ------------------ | ------------------ | ----------- | - |
| 1    | 1    | Harrie Lavreysen   | Nederland          | X           | Q |
| 1    | 2    | Yuta Obara         | Japan              | +0.0164     | R |
| 2    | 1    | Matthew Richardson | Australië          | X           | Q |
| 2    | 2    | Mateusz Rudyk      | Polen              | +0.136      | R |
| 3    | 1    | Hamish Turnbull    | Groot-Brittannië   | X           | Q |
| 3    | 2    | Mikhail Jakovlev   | Israël             | +0.001      | R |
| 4    | 1    | Kaiya Ota          | Japan              | X           | Q |
| 4    | 2    | Leigh Hoffman      | Australië          | +0.130      | R |
| 5    | 1    | Jack Carlin        | Groot-Brittannië   | X           | Q |
| 5    | 2    | Nicholas Paul      | Trinidad en Tobago | +0.004      | R |
| 6    | 1    | Jeffrey Hoogland   | Nederland          | X           | Q |
| 6    | 2    | Azizulhasni Awang  | Maleisië           | +0.037      | R |

## 1/8 finale herkansingen
| Heat | Rang | Renner            | Land               | Achterstand |   |
| ---- | ---- | ----------------- | ------------------ | ----------- | - |
| 1    | 1    | Yuta Obara        | Japan              | X           | Q |
| 1    | 2    | Leigh Hoffman     | Australië          | +0.190      |   |
| 1    | 3    | Nicholas Paul     | Trinidad en Tobago | +0.369      |   |
| 2    | 1    | Mateusz Rudyk     | Polen              | X           | Q |
| 2    | 2    | Mikhail Jakovlev  | Israël             | +0.054      |   |
| 2    | 3    | Azizulhasni Awang | Maleisië           | +0.190      |   |

## Kwartfinale
| Heat | Rang | Renner             | Land             | Achterstand | Achterstand | Achterstand |      |
| ---- | ---- | ------------------ | ---------------- | ----------- | ----------- | ----------- | ---- |
| 1    | 1    | Harrie Lavreysen   | Nederland        | X           | X           |             | HF   |
| 1    | 2    | Mateusz Rudyk      | Polen            | +0.273      | +0.105      |             | F5-8 |
| 2    | 1    | Matthew Richardson | Australië        | X           | X           |             | HF   |
| 2    | 2    | Yuta Obara         | Japan            | +0.562      | +0.603      |             | F5-8 |
| 3    | 1    | Jeffrey Hoogland   | Nederland        | +0.079      | X           | X           | HF   |
| 3    | 2    | Hamish Turnbull    | Groot-Brittannië | X           | +0.007      | +0.276      | F5-8 |
| 4    | 1    | Jack Carlin        | Groot-Brittannië | +0.046      | X           | X           | HF   |
| 4    | 2    | Kaiya Ota          | Japan            | X           | REL         | +0.014      | F5-8 |

## Halve finale
| Heat | Rang | Renner             | Land             | Achterstand | Achterstand | Achterstand |    |
| ---- | ---- | ------------------ | ---------------- | ----------- | ----------- | ----------- | -- |
| 1    | 1    | Harrie Lavreysen   | Nederland        | X           | X           |             | F  |
| 1    | 2    | Jack Carlin        | Groot-Brittannië | +0.068      | +0.068      |             | QB |
| 2    | 1    | Matthew Richardson | Australië        | X           | X           |             | F  |
| 2    | 2    | Jeffrey Hoogland   | Nederland        | +0.029      | +0.092      |             | QB |

## Resultaten finales
Onderstaand tabel geeft enkel een overzicht van de resultaten van de acht beste deelnemers op dit onderdeel. De renners hebben meerdere rondes hiervoor moeten doorstaan om deel te kunnen nemen aan onderstaande finale wedstrijden.
| rang            | naam               | land             | race 1  | race 2  | race 3  |
| --------------- | ------------------ | ---------------- | ------- | ------- | ------- |
| Plaatsen 1 en 2 |                    |                  |         |         |         |
| Goud            | Harrie Lavreysen   | Nederland        | Winst   | Winst   | n.v.t.  |
| Zilver          | Matthew Richardson | Australië        | + 0,024 | + 0,047 | n.v.t.  |
| Plaatsen 3 en 4 |                    |                  |         |         |         |
| Brons           | Jack Carlin        | Groot-Brittannië | Winst   | + 0,049 | Winst   |
| 4               | Jeffrey Hoogland   | Nederland        | + 0,017 | Winst   | + 0,041 |

| rang             | naam            | land             | tijd    |
| ---------------- | --------------- | ---------------- | ------- |
| Plaatsen 5 t/m 8 |                 |                  |         |
| 5                | Mateusz Rudyk   | Polen            | 9,974   |
| 6                | Yuta Obara      | Japan            | + 0,127 |
| 7                | Hamish Turnbull | Groot-Brittannië | DSQ     |
| 8                | Kaiya Ota       | Japan            | DSQ     |

1896: Paul Masson ·
1900: Albert Taillandier ·
1920: Maurice Peeters ·
1924: Lucien Michard ·
1928: Roger Beaufrand ·
1932: Jacques van Egmond ·
1936: Toni Merkens ·
1948: Mario Ghella ·
1952: Enzo Sacchi ·
1956: Michel Rousseau ·
1960: Sante Gaiardoni ·
1964: Giovanni Pettenella ·
1968: Daniel Morelon ·
1972: Daniel Morelon ·
1976: Anton Tkáč ·
1980: Lutz Heßlich ·
1984: Mark Gorski ·
1988: Lutz Heßlich ·
1992: Jens Fiedler ·
1996: Jens Fiedler ·
2000: Marty Nothstein ·
2004: Ryan Bayley ·
2008: Chris Hoy · 
2012: Jason Kenny · 
2016: Jason Kenny · 
2020: Harrie Lavreysen · 
2024: Harrie Lavreysen